# Opus Film
Opus Film est une société de production cinématographique polonaise, fondée en 1991.

## Filmographie
- 1993 : Taranthriller
- 1998 : Paula und das Glück – (co-production)
- 2001 : Jedziemy w stronę słońca
- 2002 : Wracając do Marka
- 2002 : Edi
- 2003 : Zwierzę powierzchni
- 2005 : L'apprenti
- 2005 : Masz na imię Justine (Your name is Justine)
- 2005 : Mistrz
- 2006 : Hi way
- 2006 : Chłopiec na galopującym koniu
- 2007 : Un conte d'été polonais
- 2007 : Aleja gówniarzy – (co-production)
- 2007 : Lekcje pana Kuki (Herrn Kukas Empfehlungen)
- 2007 : Pokój szybkich randek
- 2008 : Wiosna 1941 (Spring 1941)
- 2008 : Rodziców się nie wybiera
- 2008 : Nie wyobrażam sobie życia bez tańczącego świata
- 2009 : Zero
- 2009 : Nic do stracenia
- 2009 : Moja krew
- 2010 : Terror z kosmosu kontra czerwona gwiazda
- 2010 : Filiżanka
- 2010 : Cudowne lato
- 2010 : Nie ten człowiek – (co-production)
- 2010 : Les Révoltés de l'île du diable – (co-production)
- 2011 : Wymyk
- 2011 : Z miłości – (co-production)
- 2011 : Baby są jakieś inne – (co-production)
- 2012 : Paradoks
- 2012 : Aglaja
- 2012 : Ixjana – (co-production)
- 2013 : Ida
- 2013 : Trzy kobiety – (co-production)
- 2013 : Le Congrès (The Congress) – (co-production)
- 2014 : Zbrodnia – (co-production)
- 2014 : Obywatel
- 2014 : Obietnica